# اوا واوژون
اِوا واوژون (لهستانی: Ewa Wawrzoń؛ ‏ ۱۱ مهٔ ۱۹۳۷ – ۱۴ آوریل ۲۰۲۱) بازیگر اهل لهستان بود.
از فیلم‌ها یا برنامه‌های تلویزیونی که وی در آن نقش داشته‌است، می‌توان به یانوشیک، در خوشی و سختی، صفر-هفت، به‌گوشم و حوزه استحفاظی ۱۳ اشاره کرد.